# سانتورتزي

شعار البلدية

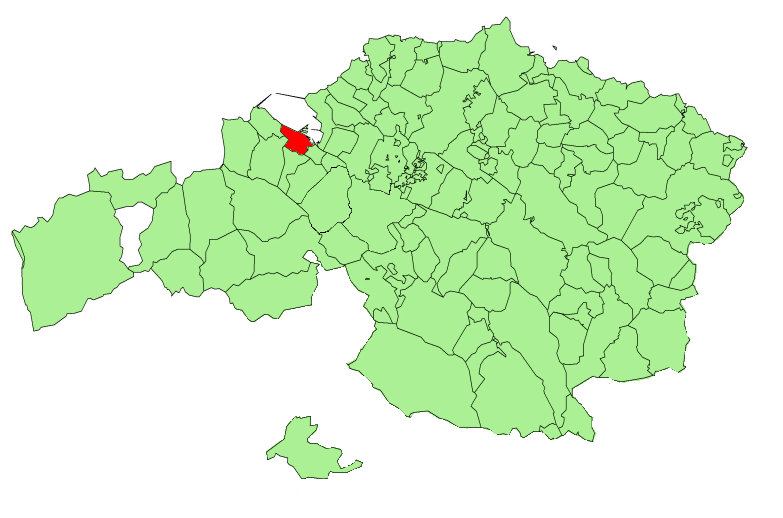
موقع البلدية

بلدية سانتورتزي (بالإسبانية: Santurtzi)‏ هي بلدية تقع في مقاطعة بيسكاي, التي تقع في منطقة الباسك شمالي إسبانيا.

## أعلام
- غييرمو غوروستيثا
- عمر فريل
- لويس أرانا
- جوانما سواريز
- ايكر كامانو

## وصلات خارجية
- (بالإسبانية)